# Walid Abdulhalim
Walid Abdulhalim Mohamed Hussain (arab. وليد عبدالحليم محمد حسين ; ur. 18 marca 1961) – egipski judoka. Dwukrotny olimpijczyk. Zajął dziewiąte miejsce w Los Angeles 1984 i Seulu 1988. Walczył w wadze półśredniej.
Uczestnik mistrzostw świata w 1981, 1983 i 1987. Startował w Pucharze Świata w 1990. Brązowy medalista igrzysk afrykańskich w 1991. Srebrny medalista igrzysk śródziemnomorskich w 1991 i brązowy w 1983 roku.

## Letnie Igrzyska Olimpijskie 1984
| Konkurencja | Eliminacje               | Eliminacje            | Repasaże                 | Klas. końcowa |
| Konkurencja | Przeciwnik I             | Przeciwnik II         | Przeciwnik I             | Miejsce       |
| ----------- | ------------------------ | --------------------- | ------------------------ | ------------- |
| 78 kg       | Simione Kuruvoli (FIJ) Z | Frank Wieneke (FRG) P | Hiromitsu Takano (JPN) P | 9.            |

## Letnie Igrzyska Olimpijskie 1988
| Konkurencja | Eliminacje            | Eliminacje              | Repasaże              | Klas. końcowa |
| Konkurencja | Przeciwnik I          | Przeciwnik II           | Przeciwnik I          | Miejsce       |
| ----------- | --------------------- | ----------------------- | --------------------- | ------------- |
| 78 kg       | Károly Németh (HUN) Z | Waldemar Legień (POL) P | Gastón García (ARG) P | 9.            |